# Amigo Suzuki
Amigo Suzuki (23 de marzo de 1973) es un luchador profesional japonés. Suzuki es conocido por su trabajo en Toryumon, Chikara y otras empresas independientes.

## Carrera

### Toryumon (2004-2006)
Suzuki debutó en Toryumon Mexico en 2004 como Chuichiro Arai, (kayfabe) hermano de Kenichiro y Koichiro Arai. Chuichiro no llegó a hacer equipo con Kenichiro, debido a la ida de este a Dragon Gate meses antes, y se vio a sí mismo enviado a Chikara como representación de Toryumon.

### Chikara (2006-2007)
Chuichiro comenzó a luchar en Chikara haciendo equipo con su maestro Skayde y con Milano Collection A.T., antes de iniciarse en solitario. En diciembre de 2005, Arai ganó el ICW/ICWA Tex-Arkana Television Championship al derrotar a Larry Sweeney, pero lo perdió contra él al día siguiente.
Posteriormente, Chuichiro cambió de gimmick y adoptó el de Amigo Suzuki, un luchador japonés apasionado con la cultura mexicana. Suzuki entraba al ring portando la bandera de México -si bien su tema de entrada, «Fiesta Pagana», había sido compuesto por un grupo español, Mägo de Oz- y profería referencias a México cada vez que podía. Suzuki hizo equipo con Shinjitsu Nohashi para competir en la Tag World Grand Prix 2006, pero fueron eliminados en la segunda ronda por Milano Collection A.T. & Skayde.

### Dradition Pro Wrestling (2008-2009)
Suzuki, junto con una gran variedad de luchadores de Toryumon, fue contratado por Dradition Pro Wrestling en 2006. Allí compitió inicialmente como jobber, pero con el tiempo subió un escalón al entrar en un feudo con Satoshi Kajiwara. También tuvo una oportunidad contra Hajime Ohara por el NWA International Junior Heavyweight Championship, pero fue derrotado.

### Secret Base (2009-presente)
En 2009, Suzuki se unió a Secret Base, una empresa formada por varios otros luchadores de Toryumon, y formó un equipo con Mototsugu Shimizu y Jun Ogawauchi.

## En lucha
- Movimientos finales
  - Llave de Navarro[3] (Mounted cobra clutch)
  - Llave de Navarro 4[3] (Modified arm trap crossface)
  - Bridging double chickenwing suplex[2]
  - Diving headbutt[4]

- Movimientos de firma
  - Scotch Maiden[3] (Modified surfboard)
  - Santa Maria[3] (Half Nelson driver)
  - Three Amigos[3] (Triple vertical suplex) - en tributo a Eddie Guerrero
  - Bridging German suplex
  - Dropkick,[5] a veces desde una posición elevada
  - Fallaway slam
  - Headbutt[5]
  - Kneeling jawbreaker[5]
  - Modified bow and arrow hold[3]
  - Modified figure four leglock
  - Múltiples brainbusters
  - Neckbreaker slam
  - Plancha
  - Roundhouse kick[5]
  - Sitout inverted front slam
  - STO seguido de Kimura lock[5]
  - Tilt-a-whirl backbreaker
  - Vertical suplex

- Mánagers
  - Yukiko Arai

## Campeonatos y logros
- Chikara
  - ICW/ICWA Tex-Arkana Television Championship (1 vez)

- Secret Base
  - Captain of the Secret Base Openweight Championship (1 vez, actual)
  - Pro Wrestling MACKY Shop Cup (2012)

- Pro Wrestling Illustrated
  - Situado en el N°380 en los PWI 500 de 2006[6]